# Nikołaj Aleksiejew (funkcjonariusz)
Nikołaj Nikołajewicz Aleksiejew (ros. Николай Николаевич Алексеев, ur. 20 października?/1 listopada 1893 w Rżewie, zm. 9 grudnia 1937 w Moskwie) – funkcjonariusz radzieckich służb specjalnych, starszy major bezpieczeństwa państwowego, polityk.

## Życiorys
W grudniu 1910 wstąpił do partii eserowskiej, od września 1913 do stycznia 1915 studiował na Wydziale Prawnym Uniwersytetu Charkowskiego, następnie aresztowany i uwięziony, zesłany do guberni irkuckiej. Od lutego do czerwca 1917 członek charkowskiego gubernialnego komitetu partii eserowskiej, od czerwca 1917 do stycznia 1918 zastępca przewodniczącego charkowskiej gubernialnej rady chłopskich deputatów, w październiku 1917 przeszedł do partii lewicowych eserowców, od stycznia do marca 1918 był zastępcą ludowego komisarza rolnictwa RFSRR, od marca do sierpnia 1918 komisarz oddziału lewicowych eserowców w Charkowie i później w Carycynie. Od sierpnia 1918 do stycznia 1919 pełnomocnik nielegalnego KC partii borotbistów w Charkowie, Odessie i Jekaterynosławie, od stycznia do lipca 1919 członek KC partii borotbistów, w maju 1919 został członkiem RKP(b), od lipca 1919 do lutego 1920 członek nielegalnego odeskiego komitetu obwodowego partii borotbistów, od lutego 1920 do stycznia 1921 kierownik wydziału organizacyjnego charkowskiego gubernialnego komitetu RKP(b).
Od stycznia 1921 funkcjonariusz Czeki, od stycznia 1921 do lutego 1922 odkomenderowany służbowo do Paryża, od 14 września 1922 pełnomocnik sekcji INO GPU NKWD RFSRR, od 2 listopada 1922 do 1 lutego 1923 pomocnik szefa Specjalnego Biura przy Zarządzie Tajno-Operacyjnym GPU NKWD RFSRR ds. zsyłek antysowieckich elementów i inteligencji, później pomocnik specjalnego pomocnika i specjalny pełnomocnik Zarządu Tajno-Operacyjnego GPU NKWD RFSRR/OGPU ZSRR, 1924-1925 w delegacji specjalnej. Od 1 lipca 1925 do 15 lipca 1926 pomocnik szefa, następnie szef Wydziału Informacyjnego i Kontroli Politycznej OGPU ZSRR, od 9 lutego 1930 do 10 kwietnia 1932 pełnomocny przedstawiciel OGPU Obwodu Centralno-Czarnoziemskiego, od 10 kwietnia 1932 do 10 lipca 1934 pełnomocny przedstawiciel OGPU Kraju Zachodniosyberyjskiego, równocześnie od 10 kwietnia 1932 do 10 maja 1933 szef Wydziału Specjalnego OGPU Syberyjskiego Okręgu Wojskowego. Od 15 lipca 1934 do 9 stycznia 1935 szef Zarządu NKWD Kraju Zachodniosyberyjskiego, od 16 lutego do 7 grudnia 1935 pomocnik szefa Głównego Zarządu Poprawczych Obozów Pracy (Gułagu) NKWD ZSRR, od 29 listopada 1935 starszy major bezpieczeństwa państwowego, od grudnia 1935 do 1937 zastępca szefa Zarządu Wołżańskiego Poprawczego Obozu Pracy NKWD i szef budowy hydrowęzła. Odznaczony Odznaką "Honorowy Funkcjonariusz Czeki/GPU (V)" i Odznaką "Honorowy Funkcjonariusz Czeki/GPU (XV)".
28 czerwca 1937 aresztowany, 1 grudnia 1937 skazany na śmierć, następnie rozstrzelany. 20 czerwca 1956 pośmiertnie zrehabilitowany.